# فرودگاه هوپا
فرودگاه هوپا (به انگلیسی: Hoopa Airport) یک فرودگاه همگانی است که یک باند فرود آسفالت دارد و طول باند آن ۷۰۹ متر است. این فرودگاه در کشور ایالات متحده آمریکا قرار دارد و در ارتفاع ۱۰۸٫۵ متری از سطح دریا واقع شده‌است.